# Picrops
Picrops is een geslacht van wantsen uit de familie van de Naucoridae (Zwemwantsen). Het geslacht werd voor het eerst wetenschappelijk beschreven door La Rivers in 1952.

## Soorten
Het genus bevat de volgende soorten:

- Picrops tuberculatus Sites, Rodrigues en Reynoso, 2017
- Picrops usingeri (La Rivers, 1952)